# ホリディ・プラザ駅
ホリディ・プラザ駅 （ホリディ・プラザえき、マレー語:Holiday Plaza Railway Station）は、マレーシアのジョホール州にある、マレー鉄道ウエスト・コースト線の駅である。